# Didier Henriette
Pour les articles homonymes, voir Henriette.
Didier Henriette  (né le 12 juin 1985 à Saint-Denis de La Réunion) est un coureur cycliste professionnel français, spécialiste de la piste.
En août 2010, il se marie avec Clara Sanchez, elle aussi coureuse sur piste.

## Biographie
Il a arrêté sa carrière de coureur sur piste à l'issue de la saison 2008-2009. Il devient par la suite musher.
En août 2017, il revient à la compétition sur piste en participant aux championnats de France.

## Palmarès

### Championnats du monde juniors
- 2003
  -  Médaillé d'argent au championnat du monde du kilomètre juniors

### Championnats d'Europe
- 2005
  -  Médaillé d'argent au championnat d'Europe du keirin espoirs

- 2006
  -  Médaillé d'argent au championnat d'Europe de vitesse individuelle espoirs

- 2007
  -  Champion d'Europe du kilomètre espoirs
  -  Champion d'Europe de vitesse par équipes espoirs (avec Grégory Baugé et Michaël D'Almeida)

### Coupe du monde
- 2005-2006
  - 3e de la vitesse par équipes à Los Angeles

- 2007-2008
  - 1er de la vitesse par équipes à Los Angeles (avec Kévin Sireau et Arnaud Tournant)
  - 3e de la vitesse par équipes à Copenhague
  - 3e de la vitesse par équipes à Sydney

- 2008-2009
  - 3e de la vitesse par équipes à Cali

### Championnats de France
- 2003
  -  Champion de France du kilomètre juniors
  - 2e du championnat de France de vitesse individuelle juniors
- 2004
  - 3e du championnat de France du kilomètre espoirs
- 2005
  - 3e du championnat de France du kilomètre espoirs
  - 3e du championnat de France de vitesse individuelle espoirs
- 2006
  - 2e du championnat de France de vitesse individuelle espoirs
  - 3e du championnat de France de vitesse par équipes
- 2007
  - 2e du championnat de France de vitesse par équipes
  - 2e du championnat de France du keirin
  - 2e du championnat de France du kilomètre